# Línea 59 (Avanza Zaragoza)

La línea 59 es una  línea lanzadera de Avanza Zaragoza. Realiza el recorrido comprendido entre el barrio de Arcosur y el Tranvía de la ciudad de Zaragoza (España).
Tiene una frecuencia media de 15 minutos.
Comenzó a circular el 8 de abril de 2013 para dar servicio al barrio Arcosur y conectar el nuevo barrio del sur de la ciudad con el Tranvía y con las líneas 41, 54 y N4.

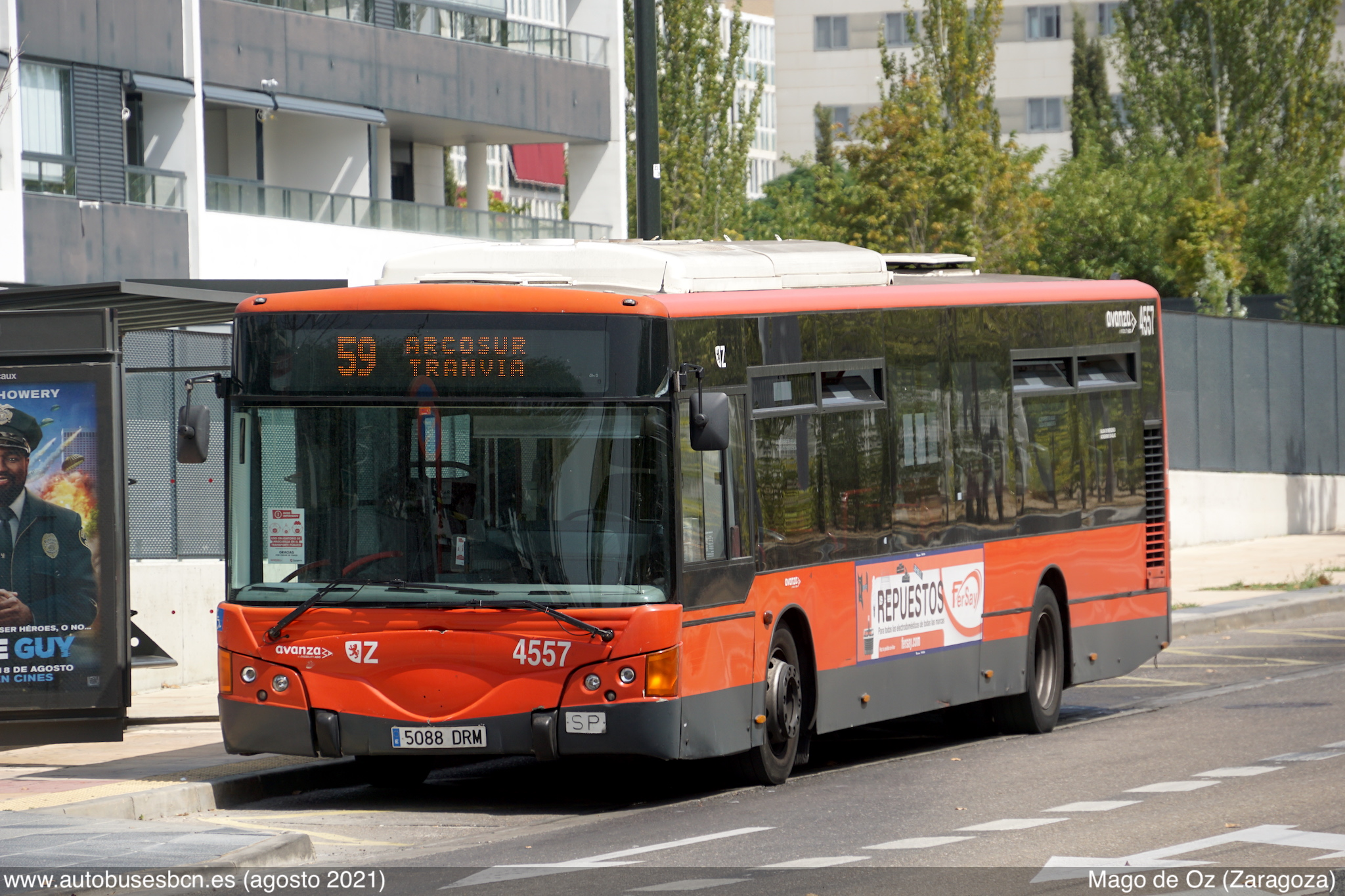
59 final de Tranvía de Zaragoza en Mago de Oz, agosto 2021

## Recorrido
Cantando Bajo la Lluvia, Salomón y la Reina de Saba, Patio de los Naranjos, Avenida Canal de Izas, Paseo de los Arqueros, Refugio de Góriz, Patio de los Naranjos, Avenida Cañones de Zaragoza, Martín Díez de Aux, La Diligencia, Un Americano en París, Cantando Bajo la Lluvia